# هواداران سرگرمی‌های رده بزرگسالان

هواداران سرگرمی‌های رده بزرگسالان (انگلیسی: Fans of X-Rated Entertainment) به اختصار «F.O.X.E.» یک جشنواره طرفداران فیلم‌های پورنوگرافی است. این جشنواره که به صورت سالانه برگزار می‌شود، جوایزی را به دست اندرکاران فیلم‌های پورنوگرافی می‌دهد. بنیانگذاران این جشنواره، بازیگر و کارگردان فیلم‌های پورنوگرافی و منتقد سینما ویلیام مارگلد و همچنین وایپر هستند.